# Žarka Ivasić
Žarka Ivasić (Krašić, 18. studenoga 1908. – Gospić, 16. svibnja 1946.), katolička redovnica Družbe sestara milosrdnica svetog Vinka Paulskoga u Zagrebu i službenica Božja. 

## Životopis
Rođena je Krašiću 18. studenoga 1908., a na krštenju je dobila ime Julijana. U rodnom mjestu živi do 1931. kada počinje redovnički život. Ulaskom u novicijat 1932. godine dobiva redovničko ime Žarka, a 1936. polaže vječne zavjete. Posvetila se radu s bolesnicima te je djelovala u bolnicama u Gračacu, Banjoj Luci, Petrinji, a od 1939. u Otočcu, sve do 1943. godine.
U noći s 13. na 14. rujna 1943. nad partizanskim ranjenicima u bolnici u Otočcu izvršen je zločin. Partizani su tada nepravedno optužili sestre da su ih one prokazivale i sudjelovale u zločinu. Sestra Žarka nastavlja služenje u Zagrebu u bolnici Vrapče, a od ožujka 1944. u Osijeku.
U kolovozu 1945. na saslušavanje je privodi OZNA. Tri puta je preslušavana do podizanja optužnice 28. siječnja 1946. Suđenje počinje 7. veljače 1946., a po optužnici za "davanje podrške ustaško-okupacijskoj vlasti te za nastavak "protunarodnog rada" nakon završetka rata". U obrazloženju se navodilo i da sestre (posebno Žarka) "nisu vršile svoj poziv – njegujući nemilosrdno (i s mržnjom) partizanske ranjenike, a dajući prednost ustaškim". Optužba se proširuje i na prokazivanje ranjenih partizana (koji su ubijeni tijekom ustaškog napada na Otočac). S njom su osuđene još i Verena Fostač, Eutihija Novak, Hubertina Džimbeg i Celestija Lucija Radošević. 
Sestra Hubertina Džimbeg svjedočila je o suđenju kao "urnebesu". Višekratna ispitivanja i prijetnje prije suđenja nisu donijele ono što su komunisti očekivali jer, unatoč okrutnim ispitivanjima, sestre nisu priznale ništa, a na suđenju su se branile same jer u njihovu korist nije svjedočio nitko. Nakon čitanja presude, jedan od nazočnih partizana se bacio na sestru osuđenu na smrt i izubijao ju pred nazočnima. Sestra Žarka (kao prvooptužena) osuđena je na kaznu smrti vješanjem, a ostale sestre na kaznu smrti strijeljanjem. Nakon žalbe presuda sestri Žarki preinačena je u smrtnu kaznu strijeljanjem, a ostale sestre osuđene su na 20 godina zatvora s prisilnim radom. Strijeljana je uza zid kapelice svete Marije Magdalene u Gospiću 16. svibnja 1946. 
Mons. Mile Bogović, biskup gospićko-senjski je izdao 3. travnja 2011. proglas namjere pokretanja postupka za proglašenje blaženom i svetom, a na zamolbu postulatora mons. Jurja Batelje te uz jednoglasni pristanak Hrvatske biskupske konferencije i nihil obstat Kongregacije za kauze svetaca.
U Gospiću je gospićko-senjski biskup Zdenko Križić na 72. godišnjicu mučeničke smrti sestre Žarke Ivasić svečano otvorio postupak beatifikacije ili proglašenja mučeništva službenica Božjih sestre Žarke Ivasić i šest susestara mučenica (s. M. Kornelije Horvat, s. Lipharde Horvat, s. Geralde Jakob, s. Konstantine Mesar, s. Trofime Miloslavić i s. Blande Stipetić) iz Družbe sestara milosrdnica svetog Vinka Paulskoga – Zagreb, koje su stradale od komunističkog režima iz mržnje prema vjeri.

## Vanjske poveznice
- Gospić: Spomen mučeništva s. Žarke Ivasić Objavljeno 16. svibnja 2013., pristupljeno 15. srpnja 2013.
- Gospić: Misa u povodu 100. obljetnice rođenja mučenice s. Žarke Julijane Ivasić  Arhivirana inačica izvorne stranice od 3. listopada 2013. (Wayback Machine) Objavljeno 16. studenoga 2008., pristupljeno 15. srpnja 2013.
- [Martyr of Croatia https://famvin.org/en/2017/06/04/sr-zarka-ivasic-sc-martyr-of-croatia/]